# Rejon Ała-Buka
Rejon Ała-Buka (kirg. Ала-Бука району; ros. Ала-Букинский район) – rejon w Kirgistanie w obwodzie dżalalabadzkim. W 2009 roku liczył 87 460 mieszkańców (z czego 50,7% stanowili mężczyźni) i obejmował 15 937 gospodarstw domowych. Siedzibą administracyjną rejonu jest Ała-Buka.